# Projet PANACHE

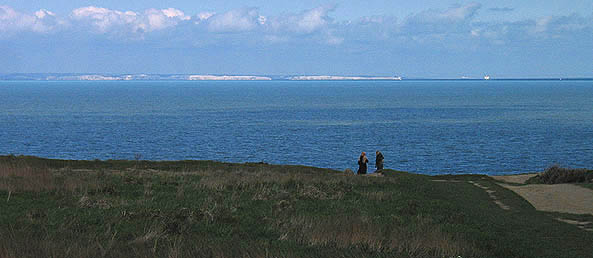
Vue des falaises de craie de Douvres à partir de la France au Cap Gris-Nez.

Le projet PANACHE (Protected Area Network Across the CHannel Ecosystem) visait à la mise en réseau des aires marines protégées de l’espace Manche, pour une protection cohérente de l’environnement marin. Il a débuté en juillet 2012 , et s'est terminé en mars 2015 à l'occasion d'une conférence finale à Torquay , en Angleterre. Il a été financé par le programme Programme INTERREG France (Manche) - Angleterre.

## Présentation du projet PANACHE
En 2012, douze organismes français et britanniques décidèrent de collaborer pour contribuer à instaurer une cohérence entre les sites protégés de la Manche, une mer aussi étroite que fréquentée.
De longue date la France et l’Angleterre ont œuvré à la protection de leur espace marin, désignant des zones sensibles ou riches, mettant en œuvre des outils de gestion, imaginant une gouvernance adaptée et développant des actions pour sensibiliser les habitants et le grand public aux thématiques de la protection de l’environnement marin,,. Mutualiser l’expertise de chacun devait permettre de déterminer des méthodes communes d’évaluation et de gestion prenant en considération la cohérence écologique de ces espaces maritimes transfrontaliers,.
Le projet prévoyait également le développement de stratégies conjointes pour la protection des oiseaux dans ces zones côtières,,,.

## Objectifs
Les partenaires du projet PANACHE s'était donné cinq objectifs clés:
- Étudier la cohérence écologique du réseau des aires marines protégées.
- Mutualiser les acquis en matière de suivi de ces espaces, partager les expériences positives.
- Consolider la cohérence et encourager la concertation pour une meilleure gestion des aires marines protégées.
- Accroître la sensibilisation générale aux aires marines protégées : instaurer un sentiment d'appartenance et des attentes communes en développant des programmes de sciences participatives.
- Instaurer une base de données SIG publique.

## Douze partenaires
Les douze partenaires du projet étaient des acteurs du milieu marin : organisme gestionnaires d'aires marines protégées, associations de protection de l'environnement, instituts de recherche et professionnels de la mer :
- Agence des aires marines protégées (chef de file)
- Cornwall Wildlife Trust
- Dorset Wildlife Trust
- Port de Dunkerque
- Hampshire and Isle of Wight Wildlife Trust
- Ifremer
- IFCA Sussex
- Kent Wildlife Trust
- Nausicaa
- RSPB
- WWF Uk.

## Financement
Ces partenaires ont travaillé conjointement grâce à un financement par le programme INTERREG IV A Manche.